# Lungdals rikkärr
Lungdals rikkärr är ett naturreservat i Sala kommun i Västmanlands län.
Området är naturskyddat sedan 2007 och är 7 hektar stort. Reservatet består av barrskog och våtmarker till del i form av rikkärr.